# Biometrics
Biometrics és una revista que publica articles sobre l'aplicació de l'estadística i les matemàtiques a les ciències biològiques. És publicada per l'International Biometrics Society. Amb el nom de Biometrics Bulletin va començar a publicar-se l'any 1945 i l'any 1947 va canviar el seu nom per Biometrics.
Un dels més importants col·laboradors de la revista va ser Ronald Fisher per a qui es va publicar una edició commemorativa l'any 1964. En una recent enquesta de l'opinió dels investigadors en Estadística, Biometrics va ser classificada en cinquè lloc d'un conjunt de quaranta revistes d'Estadística i dins dels especialistes en Biometria només va ser superada pel Journal of the American Statistical Association.